# Carlo Graziani
Carlo Graziani (Asti, ... – Potsdam, 1787) è stato un violoncellista e compositore italiano, nato presumibilmente nella prima metà del XVIII secolo.

## Biografia
Lasciata presto la città natale, dove non ne è praticamente rimasta alcuna traccia, si è messo in luce come virtuoso del violoncello.
Ha toccato le principali capitali europee come Parigi, Londra, Francoforte, Berlino e Potsdam. Grazie alla sua fama divenne insegnante di violoncello del principe ereditario Federico Guglielmo II di Prussia.

## Opere
Ha lasciato alcune raccolte di Sonate per violoncello e continuo pubblicate nel periodo parigino e in quello tedesco.
Si conoscono anche alcuni Concerti per violoncello e orchestra i cui manoscritti sono conservati a Berlino.
Le Sonate mostrano con maggiore evidenza il percorso di maturazione del compositore, passando da un linguaggio decisamente barocco, talvolta con leziosità del Rococò, ad alcune avvisaglie di Classicismo e, soprattutto nella linea melodica, di sensibilità preromantica. I Concerti mettono in evidenza una perfetta padronanza della scrittura orchestrale e idee originali nei temi, che possono essere considerati vicini a quelli dei Concerti di Franz Joseph Haydn.
In Italia si conosce una edizione di una raccolta di Sei Sonate Op. 3 per violoncello e continuo curata da Gilberto Crepax e Giacomo Benvenuti.
La sua opera 2 è inclusa nella raccolta pubblicata dalle edizioni Garland nel 1991 (Mid Eighteenth-Century Sonatas. Cello Sonatas, edito da Jane Adas)
L'A-R Editions, Inc Madison ha pubblicato nel 1997 a cura di Mara Parker, le sonate custodite nella Staatsbibliothek di Berlino.
La casa discografica Arcana ha pubblicato  "In viaggio verso Breslavia" a cura di Gaetano Nasillo, disco che offre un panorama rappresentativo del suo catalogo, includendo sonate dall'op. 2, 3 e dai manoscritti berlinesi, tra cui "Il viaggio da Berlino a Breslavia"
Attualmente è in corso un progetto di recupero dei testi di Carlo Graziani da parte della musicologa Nuccia Perrone e dall'associazione I Musici di Santa Pelagia di Torino.
Nel 2022 la casa editrice Musedita ha pubblicato un'edizione pratica dei 7 concerti per violoncello e orchestra, nonché le sonate op.2 e op.3 ed il duetto in do maggiore per viola e violoncello (Ms. Berlino).